# Johannes Mentelin

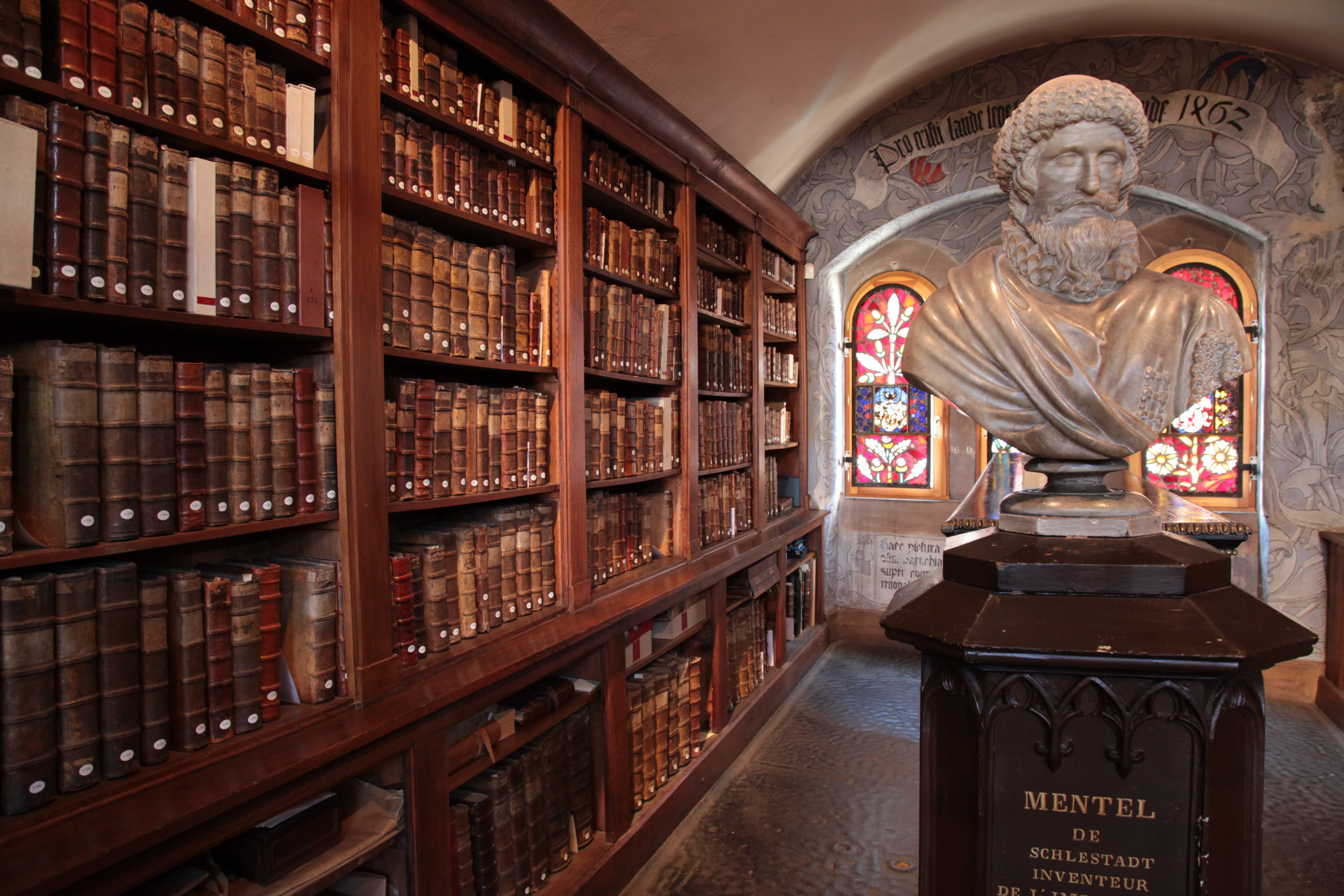
Büste von Johannes Mentelin in der Humanistenbibliothek in Schlettstadt

Johannes Mentelin, manchmal auch Mentlin, (* um 1410 in Schlettstadt; † 12. Dezember 1478 in Straßburg) war ein bedeutender deutscher Buchdrucker und Buchhändler der Inkunabelzeit. 1466 veröffentlichte er die erste gedruckte Bibel in deutscher Sprache (Mentelin-Bibel).

## Leben
Johannes Mentelin erwarb 1447 das Straßburger Bürgerrecht. Er versah zunächst den Beruf eines „Goldschreibers“ (Kalligraph und Buchschreiber) und arbeitete des Weiteren als bischöflicher Notar. Zu welchem Zeitpunkt und wo er die Technik des Buchdrucks erlernte, ist nicht bekannt. Da am Ende der 1450er Jahre, als Mentelin seine Straßburger Druckerei begründete, aber an noch keinem anderen Ort als in Mainz gedruckt wurde, ist es wahrscheinlich, dass er seine Kenntnisse entweder direkt dort oder über einen Mittelsmann erhielt. Ein solcher Vermittler könnte Heinrich Eggestein gewesen sein. Von ihm wird vermutet, dass er während eines Aufenthalts in Mainz von Johannes Gutenberg in das Buchdruckerhandwerk eingeführt wurde. Seine eigene Offizin richtete Eggestein aber erst Mitte der 1460er Jahre ein. Aufgrund fehlender Quellen muss die abschließende Klärung dieser Fragestellung ausbleiben. Aus dem vorliegenden Datenmaterial kann jedoch geschlossen werden, dass Johannes Mentelin noch vor Heinrich Eggestein als erster Buchdrucker Straßburgs tätig war.
Der erste Druck, der Mentelins Namen nennt, ist Augustinus’ Tractatus de arte praedicandi aus dem Jahr 1465. Es wird aber davon ausgegangen, dass Johannes Mentelin bereits bedeutend früher zu drucken begann, wahrscheinlich sogar schon 1458. Sein ältestes bekanntes Druckwerk ist eine 49-zeilige lateinische Bibel („B49“), deren erster Band mit dem Jahr 1460 datiert ist.
Johannes Mentelin war schnell geschäftlicher Erfolg beschieden, der ihn zu einem wohlhabenden Mann machte. 1466 ließ er sich sogar ein Wappen von Kaiser Friedrich III. verleihen. Nach etwa 20-jähriger Buchdruckertätigkeit verstarb Mentelin am 12. Dezember 1478 in Straßburg. Er wurde auf dem Friedhof der (nicht mehr existenten) St.-Michaels-Kapelle beigesetzt. Später wurde sein Leichnam in das Straßburger Münster überführt. Seine beiden Töchter heirateten die Buchdrucker Martin Schott und Adolf Rusch. Letzterer, auch Drucker mit dem bizarren R genannt, übernahm die Leitung der Offizin.

## Werk

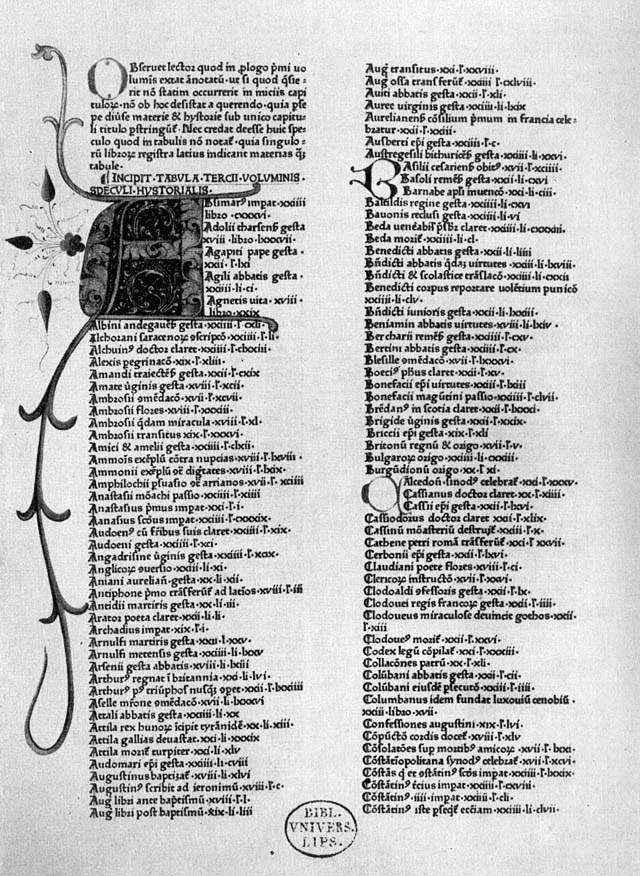
Vincentius Bellovacensis: „Speculum maius“ (Straßburg: Johannes Mentelin 1473, Teil 3: Speculum historiale)

Johannes Mentelins Straßburger Offizin werden ca. 40 Drucke zugeordnet. Sein Druck- und Verlagsprogramm beinhaltete vorwiegend theologische und philosophische Schriften in lateinischer Sprache, für deren Textreinheit gelehrte Korrektoren sorgten. Unter anderem kamen Werke von Augustinus, Thomas von Aquin, Aristoteles, Johannes Chrysostomus, Isidor von Sevilla und Albertus Magnus zur Ausgabe. Aber auch klassische Texte der Antike (z. B. Vergils Opera und die Comoediae des Terenz) wurden veröffentlicht. Als einziger deutscher Buchdrucker druckte Mentelin mittelalterliche höfische Dichtungen, so z. B. den Parzival Wolframs von Eschenbach (1477) und den Jüngeren Titurel Albrechts.
Herausragend war aber 1466 sein Erstdruck der Bibel in einer Volkssprache, die sogenannte Mentelin-Bibel, eines der ersten in deutscher Sprache gedruckten Bücher. Die Mentelin-Bibel wurde im süddeutschen Raum bis zur Lutherbibel weitere dreizehnmal von verschiedenen Druckern neu aufgelegt.